# Chrysobothris rutilans
Chrysobothris rutilans es una especie de escarabajo del género Chrysobothris, familia Buprestidae. Fue descrita científicamente por Kerremans en 1897.